# Cosima Cabrera
Anna Cosima Cabrera (* 3. August 1992 in Los Angeles, Los Angeles County, Kalifornien) ist eine US-amerikanische Schauspielerin.

## Leben
Cabrera wurde in Los Angeles geboren, wo sie auch aufwuchs. Sie wuchs multilingual auf und spricht fließend Englisch, Spanisch, Italienisch und Französisch. Sie ist Absolventin der Yale University und studierte die Fächer Theater und Literatur mit Auszeichnung.
Sie begann ihre Schauspielkarriere durch Mitwirkungen in Kurzfilmen und Fernsehserien. Für ihre Leistungen in dem Kurzfilm The Ninth Girl wurde sie auf dem IndieFEST mit dem Award of Merit Special Mention ausgezeichnet. 2016 übernahm sie eine größere Rolle in dem Kurzfilm Labyrinth, der im März 2016 auf dem California International Shorts Festival gezeigt wurde. Weitere Rollen übernahm sie in den Katastrophenfilmen Destruction: Los Angeles und Eruption: LA. Sie übernahm Episodenrollen in namhaften Fernsehserien wie The Middle, Grey’s Anatomy, Westworld oder S.W.A.T..

## Filmografie
- 2012: Sml (Kurzfilm)
- 2012: Hot Ice (Kurzfilm)
- 2013: Riley Rewind (Fernsehserie)
- 2014: Vox Influx (Fernsehserie, Episode 1x03)
- 2014: Dating Pains (Fernsehserie, Episode 1x09)
- 2014: The Ninth Girl (Kurzfilm)
- 2014: The Dark Sky (Kurzfilm)
- 2015: CREO.8 (Fernsehserie)
- 2015: Love Behind (Kurzfilm)
- 2015: LA Woman (Kurzfilm)
- 2016: Labyrinth (Kurzfilm)
- 2016: The Middle (Fernsehserie, Episode 7x21)
- 2016: Grey’s Anatomy (Fernsehserie, Episode 12x24)
- 2017: Get the Girl
- 2017: A Neighbor’s Deception (Fernsehfilm)
- 2017: Del Playa
- 2017: Destruction: Los Angeles
- 2018: Eruption: LA
- 2018: 100 Girls Breakup with Us (Kurzfilm)
- 2020: Westworld (Fernsehserie, Episode 3x02)
- 2021: S.W.A.T. (Fernsehserie, Episode 4x12)